# 96217 Gronchi
96217 Gronchi este un asteroid din centura principală, descoperit pe 14 septembrie 1993, de Andrea Boattini și Vittorio Goretti.